# Alstonia paucinervia
Alstonia paucinervia är en oleanderväxtart som beskrevs av Elmer Drew Merrill. Alstonia paucinervia ingår i släktet Alstonia och familjen oleanderväxter. Inga underarter finns listade i Catalogue of Life.